# Geologia della provincia di Grosseto
La geologia della provincia di Grosseto è legata, nella sua lunga storia, alla formazione, al corrugamento e al sollevamento della catena degli Appennini. Abbraccia un lunghissimo periodo che spazia dal Paleozoico al Quaternario.

## Paleozoico
Nel Paleozoico, le successioni dei terreni in fase di sedimentazione erano disomogenee, tanto da venir classificati in domini e zone, in base ad origine, natura e tipologia.

### Domini e zone

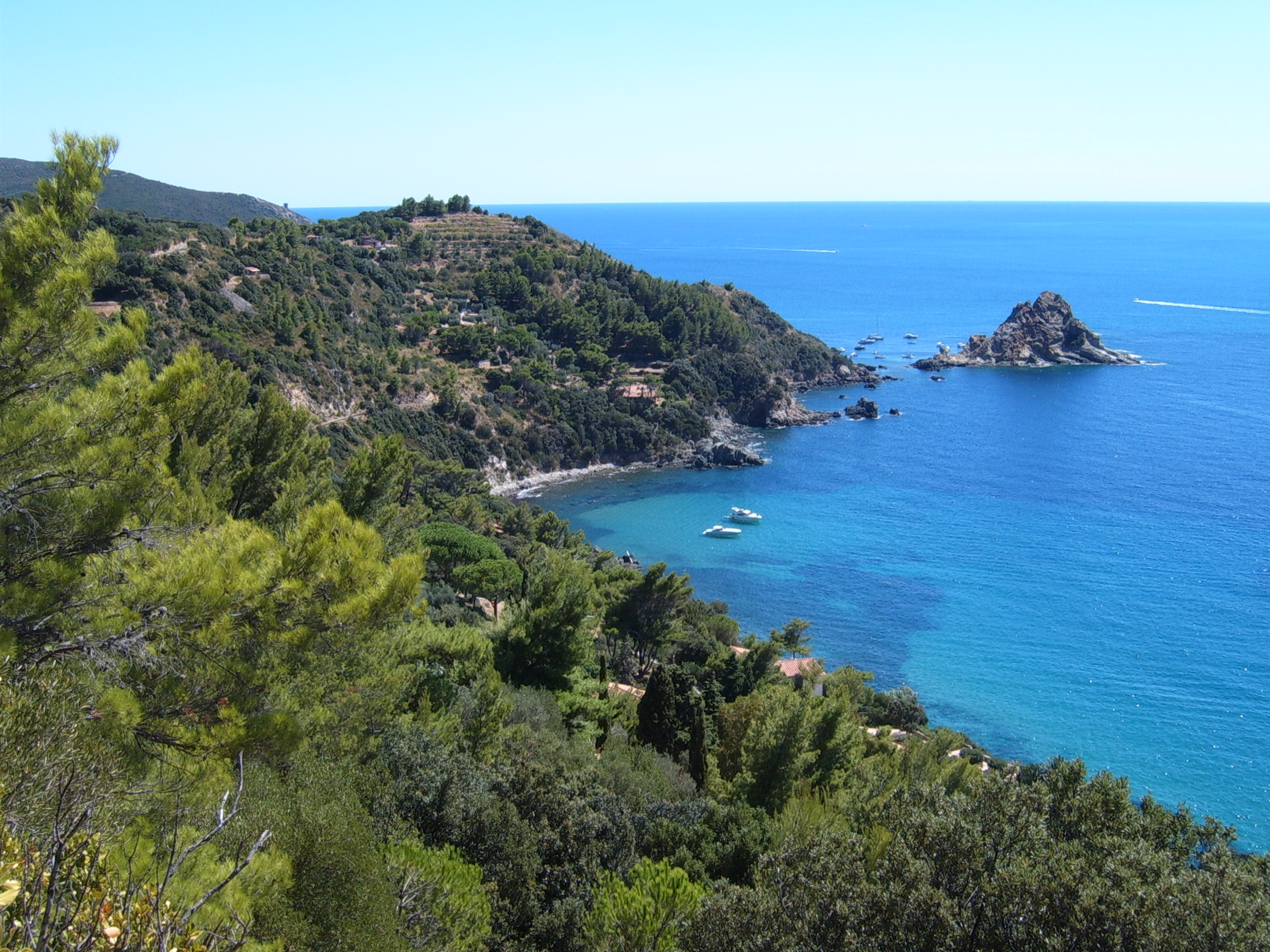
Costa dell'Argentario corrispondente al gruppo di Cala Piatti

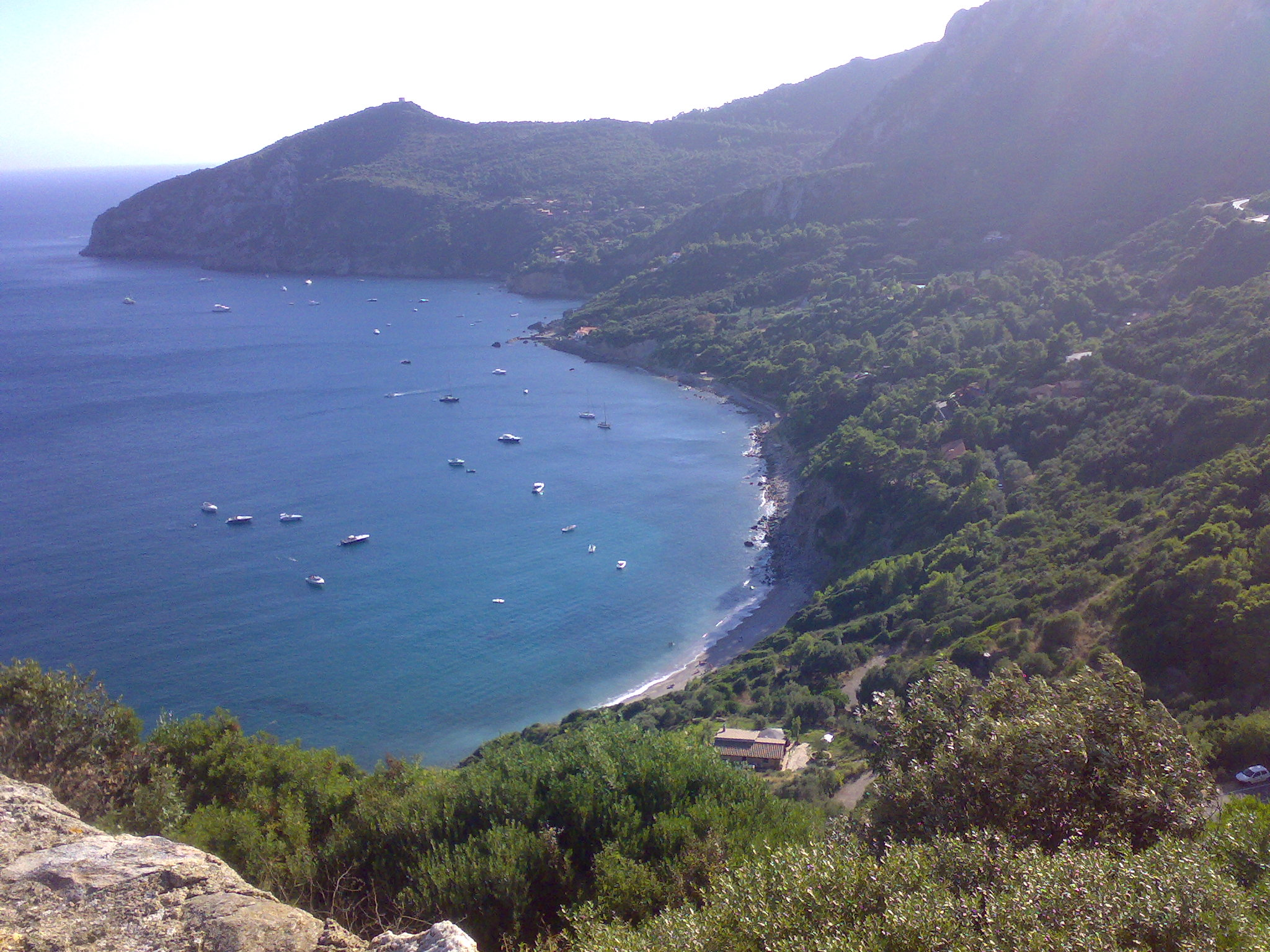
Costa dell'Argentario derivante dall'Unità di Monticiano-Roccastrada

- Dominio ligure, bacino oceanico costituito da rocce magmatiche a basso contenuto siliceo, denominate ofioliti, sovrastate a loro volta da sedimenti.
- Dominio austroalpino, basamenti sialici che costituiscono con le parti superiori apicali la zona austroalpina interna a ovest (in continuità con quelle liguri) e la zona austroalpina esterna a est (in continuità col dominio toscano).
- Dominio toscano, basamenti sialici paleozoici con coperture mesozoiche-terziarie, è ripartito in zona toscana interna, zona toscana intermedia e zona toscana esterna (falda toscana non metamorfica).

### Unità
Lo scontro tra la placca africana e la placca eurasiatica e la chiusura dell'oceano ligure-piemontese determinarono una notevole riduzione dei domini e la traslazione dei loro depositi sedimentari da sud-ovest verso nord-est: i depositi precedentemente collocati a ovest si sono stratificati sopra quelli situati più a est, originando la catena appenninica. Al termine dell'intero processo, gli originari domini e zone hanno dato origine alle unità paleozoiche.
La sovrapposizione delle unità paleozoiche dall'alto verso il basso che interessò l'attuale territorio della provincia di Grosseto fu la seguente:
- Unità liguri, accavallate a quelle austroalpine, poggiano a loro volta poggiano sulle unità toscane. Nella Toscana meridionale, costituiscono due unità, l'unità ofiolitifera e l'unità di Monteverdi-Lanciaia, che si sviluppano però fuori del territorio provinciale, oltre i confini geografici settentrionali.
- Unità liguri-piemontesi, gruppo di unità intercalate tra quelle liguri e le sottostanti austroalpine. Nella provincia di Grosseto, hanno determinato locali affioramenti sulla sponda occidentale del Monte Argentario con l'unità di Cala Grande (argilloscisti, calcari neri e ofioliti)[1], lungo la costa occidentale dell'Isola del Giglio e nell'area del Poggio di Moscona a nord-est della città di Grosseto.
- Unità austroalpine, dominio continentale originatosi nel Giurassico superiore con la contemporanea formazione del bacino ligure, collocate tra la zona oceanica a ovest e il dominio toscano a est, e suddivise in un'unità interna ed una esterna.
  - Unità austroalpina interna, divisa a ovest dal dominio ligure esterno nel punto di passaggio a livello basale dalla crosta continentale sialica a quella oceanica simatica; la linea Insubrica la separa dall'unità austroalpina esterna. Da questa unità è originato il gruppo di Santa Fiora (area del Monte Amiata) con tre formazioni, una torbinidica con elementi calcarenitico-siltoso-marnosi, una con calcareniti, arenarie e siltiti ed una con calcare marnoso.
  - Unità austroalpina esterna, caratterizzata da due distinte coperture sedimentarie, il gruppo delle argille e dei calcari e il gruppo dello Pseudoverrucano, e da una copertura metamorfic, risalente al Triassico che costituisce il gruppo di Cala Piatti (tratto costiero di Monte Argentario). Il gruppo delle argille e dei calcari, risalente al Terziario, interessa a macchia di leopardo il territorio provinciale. Il gruppo dello Pseudoverrucano, risalente a tale epoca, si caratterizza per almeno tre formazioni che interessano il territorio provinciale, quella clastica basale con arenarie, siltiti, quarziti e calcari arenacei (area del Parco naturale della Maremma presso Collecchio nel comune di Magliano in Toscana), quella calcarea-marnosa di Punta delle Rocchetteo e quella calcarea dolomitizzata di Montebrandoli (Monti dell'Uccellina ed estremità meridionale del promontorio di Punta Ala presso Le Rocchette a nord di Castiglione della Pescaia)[2]. Il gruppo di Cala Piatti, costituito da una serie di scaglie tettoniche, interessa la sponda occidentale del Monte Argentario nei pressi dell'omonima cala. È composto da dolomie e calcare cristallino stratificato nero e grigio-rosato. Le origini risalgono al Triassico[3].
- Unità toscane, costituite dalle unità della falda toscana e dall'unità di Monticiano-Roccastrada.
  - Falda toscana, costituiscono una distinta unità tettonica così denominata, le cui formazioni sono frammentate in zolle lenticolari disperse in un'ampia area che compaiono solo sporadicamente nel territorio della provincia di Grosseto. Il basamento di calcare cavernoso e di formazioni anidritiche è riscontrabile in alcune aree del Monte Leoni a nord di Grosseto, mentre la parte apicale maggiormente differenziata è costituita da elementi calcareo-marnosi a rhaetavicula contorta con affioramenti nell'area a nord di Gavorrano, da elementi di calcare massiccio che affiorano sempre presso Gavorrano, sulle Cornate di Gerfalco e sui Monti dell'Uccellina) e da elementi di Maiolica che affiorano nell'area di Monterotondo Marittimo.
  - Unità di Monticiano-Roccastrada, costituita da scisti verdi, micascisti, arenarie e flysch arenaceo-marnosi risalenti al Paleozoico, Mesozoico e Terziario. Le formazioni paleozoiche, con basamento risalente al pre-Viséano superiore sovrastato da formazioni permo-carbonifere di origine coeva all'orogenesi alpina tra il Viseano superiore e il Permiano medio, interessano la parte settentrionale del territorio provinciale (area tra le Colline Metallifere, il torrente Farma e le colline della Valle dell'Ombrone) e l'area del Monte Argentario in prossimità di Porto Ercole; gli elementi mesozoici, riscontrabili nell'area di Civitella Marittima, sono costituiti da arenarie verdi, siltiti e quarziti; le formazioni del Terziario si trovano invece oltre i confini settentrionali della provincia[4].

## Miocene e Pliocene
Sia nel Miocene che nel Pliocene si verificarono trasgressioni marine, con l'acqua che raggiunse aree mai sommerse precedentemente. Si formarono così i bacini lacustri nelle aree depresse racchiuse tra le varie dorsali.
Inizialmente, il Monte Argentario e i Monti dell'Uccellina erano due isole, divenute in seguito promontori per il sollevamento dei vicini tomboli che li hanno congiunti alla terraferma. Nelle aree in cui precedentemente si trovava il mare, che venivano isolate dalla formazione dei tomboli in sollevamento, andavano formandosi le pianure alluvionali attorno ai corsi d'acqua, mentre nelle aree più depresse rimanevano bacini lacustri di acqua salmastra, che con il tempo andarono poi trasformandosi nelle caratteristiche aree palustri che da sempre hanno caratterizzato la Maremma.
In questo lungo periodo storico, si formarono nel territorio provinciale due principali complessi geologici e due principali bacini lacustri.
Il complesso epiligure miocenico, sviluppatosi nel periodo del Miocene medio e superiore, è costituito da placche di arenaria che poggiano su argille e calcari. I principali affioramenti si trovano nell'area meridionale del territorio provinciale, tra Manciano e Capalbio.
Il complesso neoautoctono, sviluppatosi tra il Messiniano e il Pliocene inferiore, è originato da depositi lacustri che sono andati a costituire locali affioramenti presso le depressioni che poggiano sulle unità liguri ed austroalpine. È all'origine della serie lignitifera, che ha contribuito allo sviluppo delle miniere di lignite nell'area delle Colline Metallifere, e dei conglomerati con ciottoli rossi ematitici nei pressi di Massa Marittima.

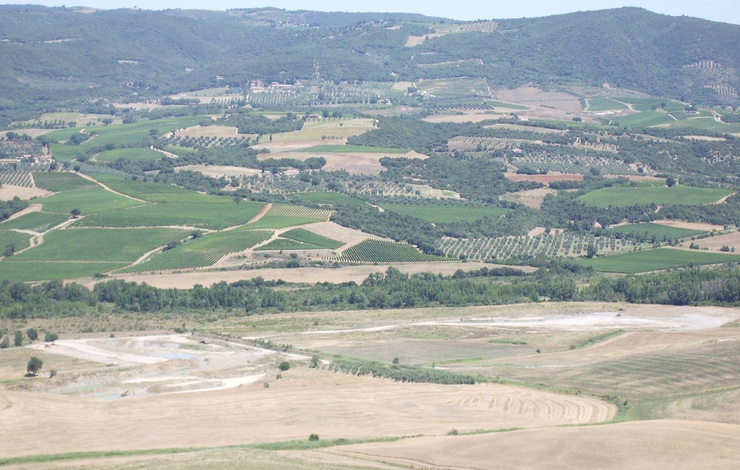
Paesaggio corrispondente al bacino lacustre Ombrone-Orcia con la dorsale di Montalcino sullo sfondo

Il bacino laustre Ombrone-Orcia, sviluppatosi lungo gli attuali fiumi Ombrone e Orcia tra il Miocene superiore e il Pliocene inferiore, costituisce una vasta depressione tra il Monte Amiata, la dorsale di Montalcino, la dorsale medio-toscana e i Monti dell'Uccellina, dove penetrò più volte l'acqua marina mediante varie trasgressioni. È formato da un conglomerato sabbioso, da argille brune e marnose poggianti sulla serie lignitifera, da un conglomerato arenaceo-marnoso, da argille alternate a sabbia e da calcari di acqua dolce.
Il bacino lacustre dell'Albegna, sviluppatosi lungo il corso dell'attuale fiume Albegna nella parte meridionale del territorio provinciale, è costituito da un basamento di argille marnose sovrastate da calcari e sabbie, le cui sedimentazioni sarebbero avvenute durante il Pliocene inferiore.

## Quaternario

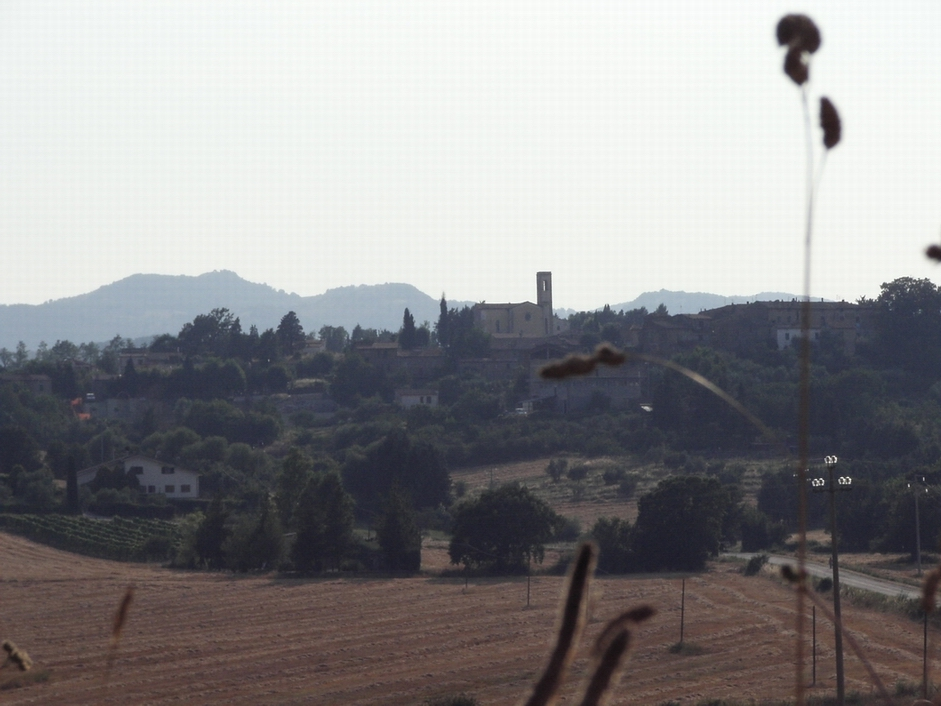
L'Area del Tufo presso San Giovanni delle Contee

Durante il Quaternario vi furono depositi di sabbie rosse nei dintorni di Grosseto e di travertino nei pressi di Massa Marittima e nella zona tra Montemerano e Saturnia.
In questo periodo si formarono, nelle aree dei rispettivi bacini lacustri, la Valle dell'Ombrone, con il corso d'acqua principale e il sistema dei suoi affluenti, e la Valle dell'Albegna; risulta ancora incerta, invece, l'origine delle valli dei fiumi Pecora e Bruna nella parte nord-occidentale del territorio provinciale.
L'area del tufo e gran parte del territorio del Monte Amiata hanno avuto origine durante questa fase, a seguito di manifestazioni vulcaniche piroclastiche effusive, mentre una serie di intrusioni magmatiche subvulcaniche acide completava la formazione dell'Isola del Giglio.
Le oscillazioni eustatiche hanno portato i livelli dei corsi d'acqua ai valori attuali; la storia geologica della provincia si completa con la formazione dei depositi alluvionali.

## Sismologia e vulcanologia

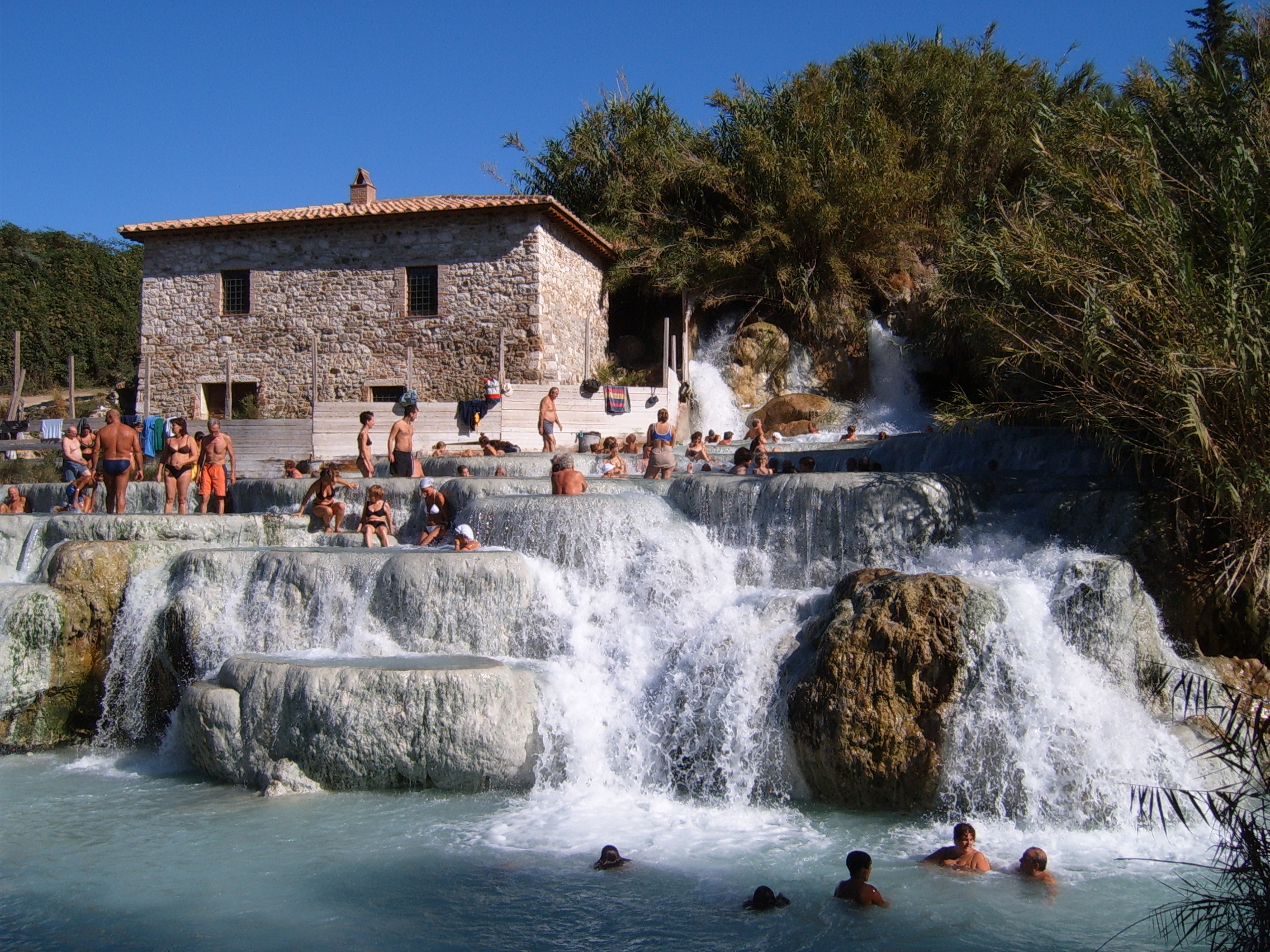
Le Terme di Saturnia

Dal punto di vista geofisico, il territorio della provincia di Grosseto è un'area pressoché asismica se si eccettua una lieve attività nelle zone interne che può raggiungere livelli moderati sulle Colline Metallifere, sull'Amiata (antico vulcano oramai spento) e nell'Area del Tufo. Le isole, la costa e la pianura maremmana sono caratterizzate da una sismicità irrilevante.
Fenomeni di vulcanesimo secondario si verificano in ordine sparso e si manifestano attraverso sorgenti termali, tra le quali vanno ricordate le celebri Terme di Saturnia, le Terme dell'Osa tra Talamone ed Albinia, le Terme di Petriolo nel comune di Civitella Paganico al confine tra le province di Grosseto e Siena lungo il corso del torrente Farma, le Terme di Bagnolo nei pressi di Monterotondo Marittimo sulle Colline Metallifere. Gran parte delle sorgenti termali sono di natura sulfurea e presentano temperature dell'acqua oltre i 30 °C.

## Geotermia

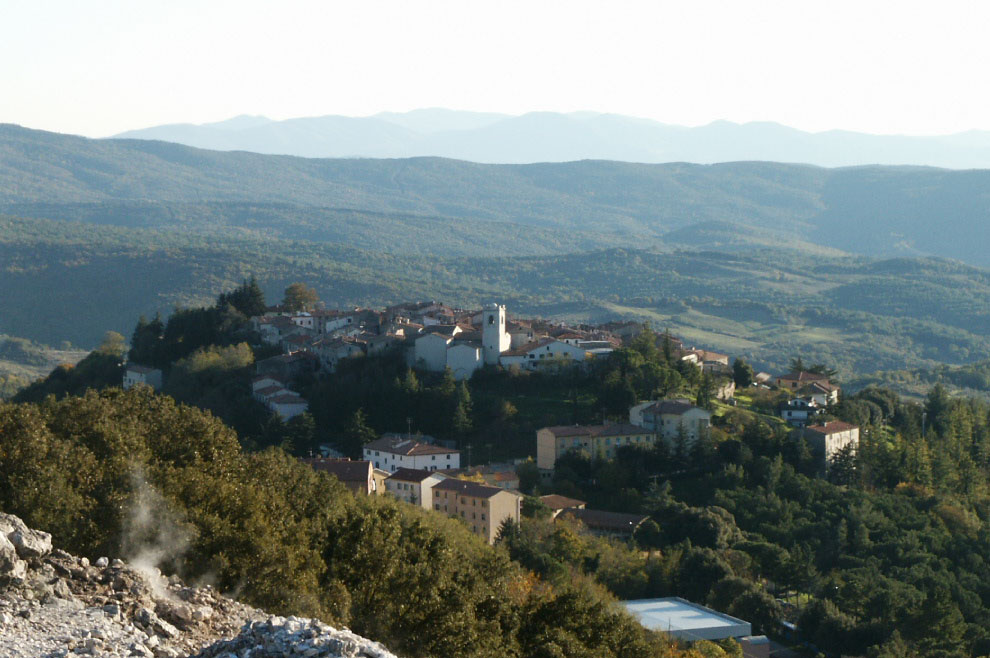
Monterotondo Marittimo ai piedi dell'area geotermica

In provincia di Grosseto si trovano due distinte aree geotermiche, dove sono presenti risorse geotermiche, la zona delle Colline Metallifere a nord e l'area amiatina a est.
Sulle Colline Metallifere, nei pressi di Monterotondo Marittimo, i soffioni boraciferi hanno permesso lo sviluppo di energia geotermica che, con il passare degli anni, è sempre più sfruttata per rendere i paesi della zona autosufficienti. Questi soffioni boraciferi si trovano nella cosiddetta area delle Biancane, caratterizzata da un paesaggio dai connotati biancastri con scarsissima vegetazione. I soffioni di Monterotondo Marittimo costituiscono la parte meridionale dell'insieme di risorse energetiche geotermiche che si sviluppano prevalentemente, più a nord, in provincia di Pisa attorno alla località di Larderello.
Sul Monte Amiata si trovano i soffioni di Bagnore, nel comune di Santa Fiora, nei pressi dell'omonimo centro. Anche in questa zona è iniziata la produzione di energia geotermica che verrà implementata nel corso dei prossimi anni al fine di rendere più autonomi possibile dal punto di vista energetico i centri dell'area amiatina.

## Sottosuolo

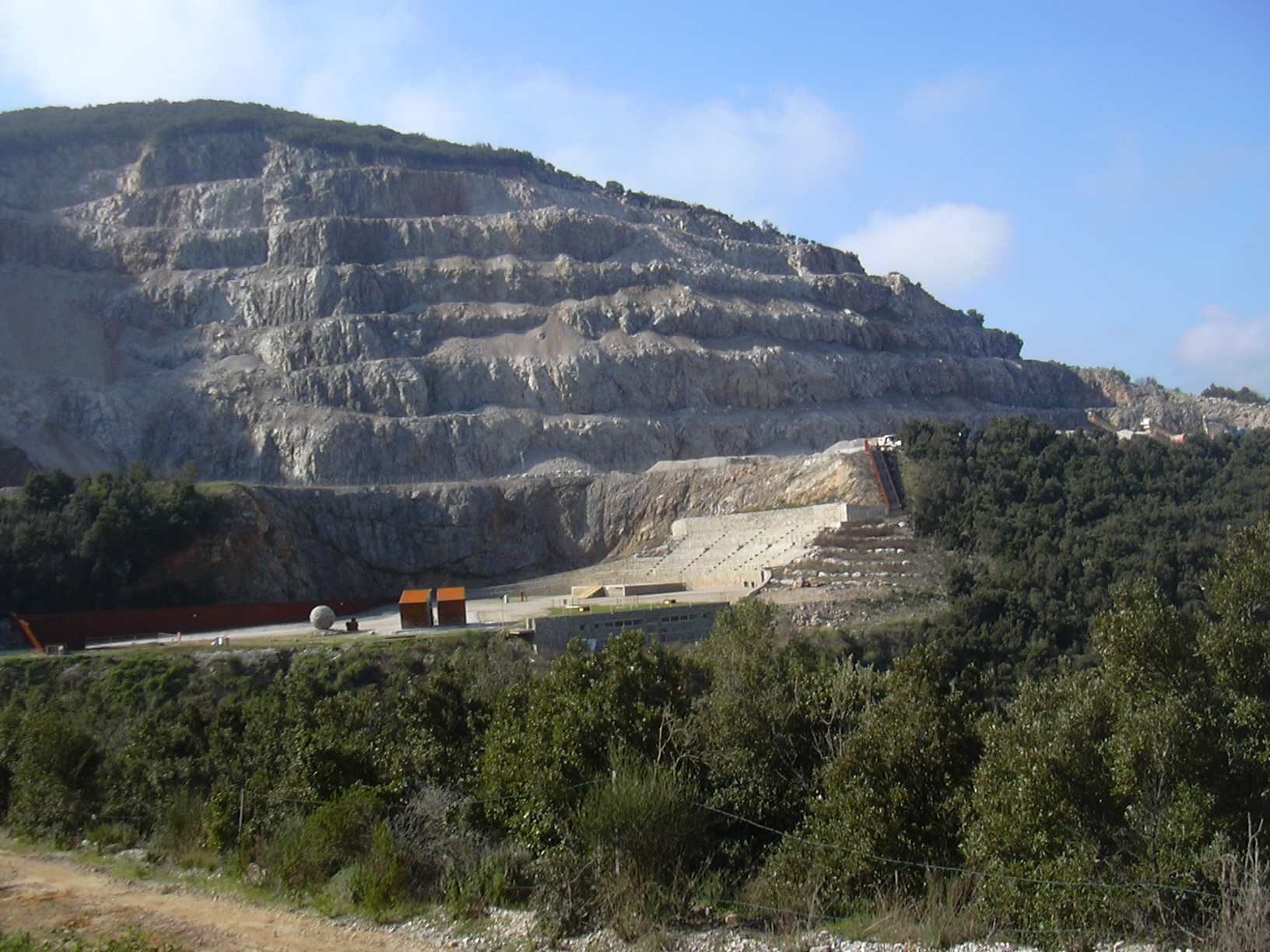
La miniera dismessa di Gavorrano trasformata in teatro

Il sottosuolo della provincia di Grosseto è ricco di numerose risorse minerarie.
Già in epoca etrusca venivano sfruttati i numerosi giacimenti presenti nell'area delle Colline Metallifere, dove spiccano, tra tutti, quelli di pirite di Niccioleta, Boccheggiano e Gavorrano, quelli di rame presso Roccatederighi, quelli di lignite presso Ribolla e quelli di rame, piombo e zinco nei dintorni di Massa Marittima.
La zona del Monte Amiata e del Monte Labbro è estremamente ricca di giacimenti di cinabro, il minerale da cui si estraeva mercurio, in particolare presso Selvena e Santa Fiora sul versante grossetano e presso Abbadia San Salvatore sulla sponda senese. Queste miniere mercurifere sono oggi completamente abbandonate. Da oltre quaranta anni infatti il mercurio è stato sostituito in gran parte dei suoi utilizzi industriali e chimici.
Nell'area collinare interna sono da segnalare alcuni giacimenti di lignite nei pressi di Cana e Baccinello, di mercurio nei dintorni di Pereta e di antimonio sempre vicino Pereta e in vari punti del territorio di Manciano.
Alcuni giacimenti di pirite si trovano anche sul promontorio dell'Argentario e all'isola del Giglio. Inoltre, è da segnalare a sud dell'Argentario il lungo tratto di spiaggia tra Ansedonia e la foce del Chiarone: il sottosuolo di questa zona è estremamente ricco di minerali pesanti, tra i quali ossido di ferro, magnetite e pirosseni, che hanno contribuito a dare un colore grigio scuro e a tratti nero alla sabbia del litorale e della doppia fascia dunale retrostante.